# DL Большого Пса
DL Большого Пса (лат. DL Canis Majoris) — одиночная переменная звезда в созвездии Большого Пса на расстоянии (вычисленном из значения параллакса) приблизительно 202582 световых лет (около 62112 парсеков) от Солнца. Видимая звёздная величина звезды — от более +15m до +9,9m.

## Характеристики
DL Большого Пса — красная пульсирующая переменная звезда, мирида (M) спектрального класса M7e.